# فيليبا كريستيان
فيليبا كريستيان (بالإنجليزية: Philippa Christian)‏ هي كاتِبة أسترالية، ولدت في 20 أكتوبر 1987 في Brighton, Victoria ‏ في أستراليا.